# Honda CB 500
Plusieurs modèles Honda ont porté le nom de CB 500 dont le nombre représente la cylindrée :
- CB 500 Four, de 1971, modèle quatre cylindres ;
- CB 500 T, modèle bicylindre dérivé de la CB 450 ;
- CB 500, moto bicylindre sortie en 1993 et surnommée « la petite reine », appartenant à la catégorie des basiques. Très utilisée en moto-écoles car ce modèle est réputé pour sa fiabilité ;
- CBF 500, remplaçante de la CB 500, entièrement refaite au niveau de la partie-cycle, sortie en 2004 ;
- CB 500 de 2013, totalement repensée autour d'un bicylindre de 471 cm3 développant 47,5 ch adapté aux nouveaux permis A2 et déclinée en trois modèles :
  - CB 500 F de type roadster,
  - CB 500 X de type trail,
  - CB 500 R de type sportive.

Inventé et conçu par Soichiro - Taglioni.[réf. nécessaire]

Différents modèles
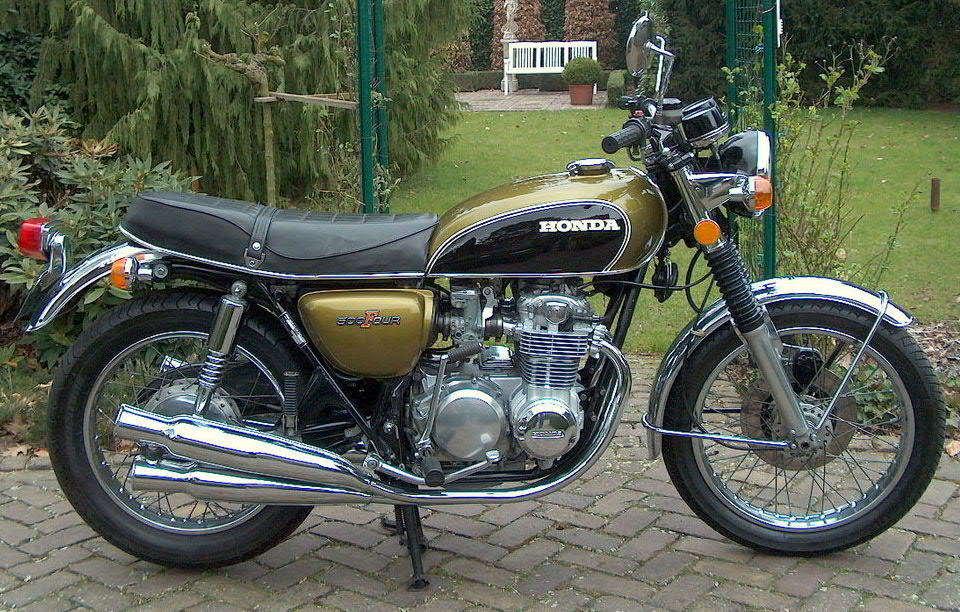
CB 500 Four.
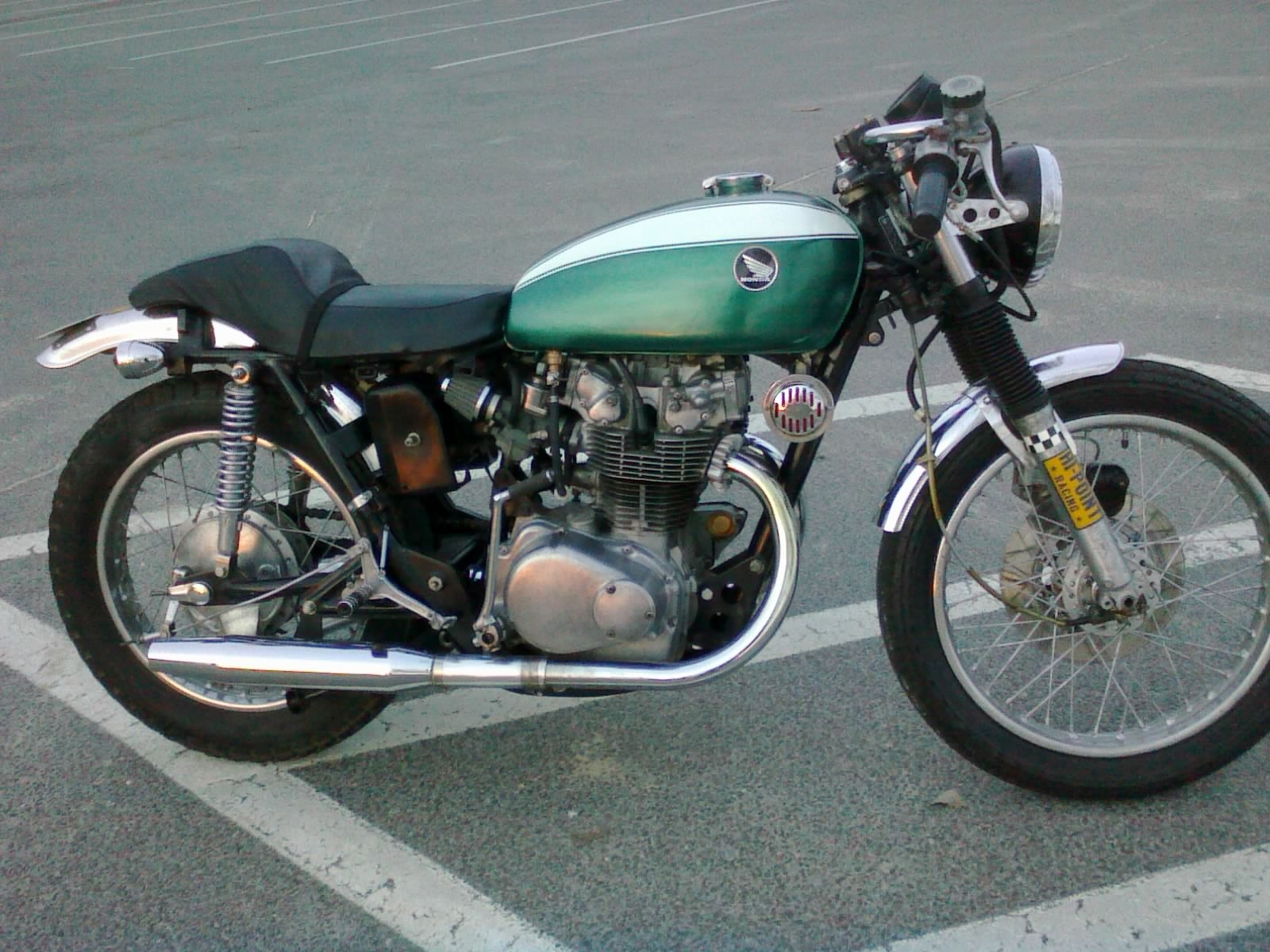
CB 500 T.
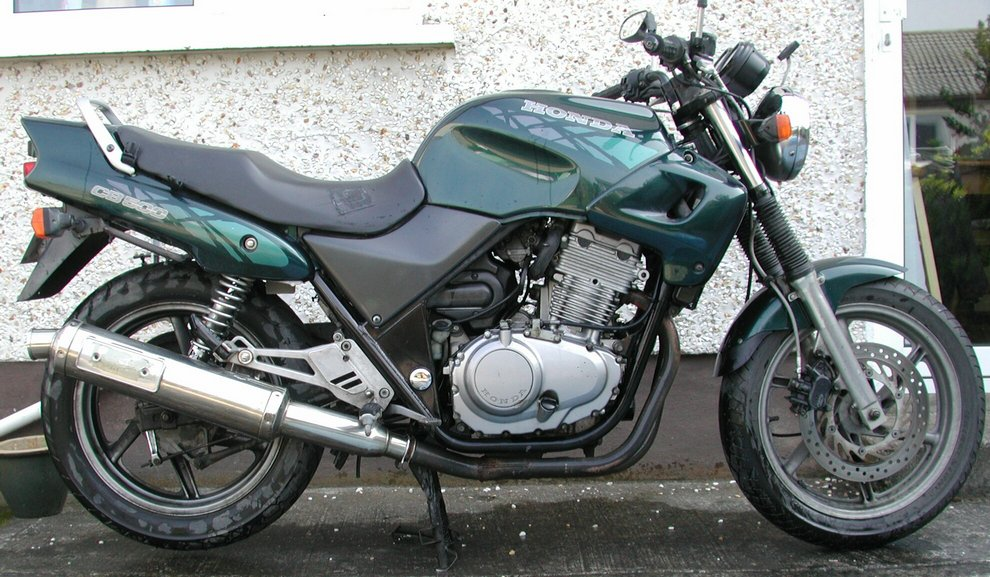
CB 500.